# 海因里希·多纳图斯 (黑森)
海因里希·多纳图斯（德語：Heinrich Donatus von Hessen，1966年10月17日—），現任黑森家族首領，黑森大公繼承人。
多纳图斯是黑森家族首領莫里茨的长子，生于基尔。多纳图斯年轻时在柏林大学学习工商管理，目前是黑森家族基金会的总裁。

## 家庭
2003年5月17日，多纳图斯在克隆贝格与輝柏嘉伯爵胡贝图斯的次女弗洛莉娅-弗朗齐丝卡·玛丽-路易萨·艾丽卡女伯爵（Floria-Franziska Marie-Luisa Erika Gräfin von Faber-Castell，1974年10月14日生于杜塞尔多夫）结婚，婚礼在克隆贝格的约翰教堂举行，汉诺威王子恩斯特·奧古斯特、他的夫人摩纳哥公主，以及图恩和塔克西斯亲王太夫人格洛里娅都参加了这场婚礼。
多纳图斯与夫人有二子一女：
- 长女保琳娜·伊丽莎白·阿德莱德·塔蒂雅娜·苏珊妮（Paulina Elisabeth Adelheid Tatiana Suzanne，2007年3月26日生于法兰克福），与弟弟是龙凤胎。
- 长子莫里茨·路德维希·格奥尔格·沃尔夫（Moritz Ludwig Georg Wolf，2007年3月26日生于法兰克福）。
- 次子奧古斯特·西格弗里德·胡贝图斯·菲利克斯（August Siegfried Hubertus Felix，生於2012年8月24日生于法兰克福）。

## 祖先
他的祖辈详见下表：
| 黑森的多纳图斯 | 父亲： 黑森家族族长莫里茨                 | 祖父： 黑森-卡塞尔家族族长菲利普                           | 曾祖父： 黑森-卡塞尔领地伯爵、前推选芬兰国王腓特烈·卡爾 |
| 黑森的多纳图斯 | 父亲： 黑森家族族长莫里茨                 | 祖父： 黑森-卡塞尔家族族长菲利普                           | 曾祖母： 普鲁士公主玛格丽特·贝娅特莉丝·费奥多拉         |
| 黑森的多纳图斯 | 父亲： 黑森家族族长莫里茨                 | 祖母： 義大利公主瑪法爾達                                  | 外曾祖父： 意大利国王維克多·伊曼紐三世                  |
| 黑森的多纳图斯 | 父亲： 黑森家族族长莫里茨                 | 祖母： 義大利公主瑪法爾達                                  | 外曾祖母： 蒙特內哥羅公主埃萊娜                         |
| 黑森的多纳图斯 | 母亲： 赛恩-维特根施泰因-贝莱堡的塔蒂雅娜 | 外祖父： 赛恩-维特根施泰因-贝莱堡侯爵古斯塔夫·阿尔布雷希特 | 外曾祖父： 赛恩-维特根施泰因-贝莱堡侯爵理夏尔德一世     |
| 黑森的多纳图斯 | 母亲： 赛恩-维特根施泰因-贝莱堡的塔蒂雅娜 | 外祖父： 赛恩-维特根施泰因-贝莱堡侯爵古斯塔夫·阿尔布雷希特 | 外曾祖母： 勒文施泰因-维尔特海姆-弗洛伊登贝格的玛德琳   |
| 黑森的多纳图斯 | 母亲： 赛恩-维特根施泰因-贝莱堡的塔蒂雅娜 | 外祖母： 玛格丽特·富歇·德·奥特朗泰                         | 外曾祖父： 第六代奥特朗泰公爵夏尔-路易                  |
| 黑森的多纳图斯 | 母亲： 赛恩-维特根施泰因-贝莱堡的塔蒂雅娜 | 外祖母： 玛格丽特·富歇·德·奥特朗泰                         | 外曾祖母： 道格拉斯女伯爵海德维格·英格伯格·玛德琳       |

| 海因里希·多纳图斯 (黑森) 黑森王朝出生于：1966年10月17日 | 海因里希·多纳图斯 (黑森) 黑森王朝出生于：1966年10月17日 | 海因里希·多纳图斯 (黑森) 黑森王朝出生于：1966年10月17日 |
| 王位覬覦者                                              | 王位覬覦者                                              | 王位覬覦者                                              |
| ------------------------------------------------------- | ------------------------------------------------------- | ------------------------------------------------------- |
| 前任： 莫里茨                                           | 黑森大公继承人 2013年至今                               | 繼任： 在任                                             |
| 前任： 莫里茨                                           | 黑森家族卡塞尔支族长 2013年至今                         | 繼任： 在任                                             |
| 前任： 艾莉西亚·布兰德拉姆                              | 英国王位继承人 第424顺位                                | 繼任： 莫里茨·路德维希·格奥尔格·沃尔夫                  |